# Wechselgesetz
Das deutsche Wechselgesetz vom 21. Juni 1933 (RGBl. I S. 399) beruht auf den am 7. Juni 1930 in Genf zustande gekommenen Abkommen über die Vereinheitlichung des Wechselrechts, die von den meisten europäischen und südamerikanischen Staaten sowie von Japan unterzeichnet wurden. Es regelt das Wechselrecht.

## Inkrafttreten
Das Wechselgesetz löste die Allgemeine Deutsche Wechselordnung von 1849 ab.
Zeitgleich zum Wechselgesetz ist zur Regelung von Inkrafttreten und Übergangsvorschriften das Einführungsgesetz zum Wechselgesetz (RGBl. I S. 409) erlassen worden, das im Zuge einer Rechtsbereinigung zum 25. April 2006 aufgehoben wurde. Mit der Verordnung über das Inkrafttreten des Wechselgesetzes vom 28. November 1933 (RGBl. I S. 1019) hatte der Reichsminister der Justiz das Wechselgesetz zum 1. April 1934 in Kraft gesetzt.

## Schweiz
In der Schweiz wurden die entsprechenden Bestimmungen der Genfer Wechselrechtsabkommen direkt in das Obligationenrecht integriert.